# Marina Thudichum
Marina Thudichum (* 15. Januar 1906 in Tutzing; † 20. Dezember 1990 ebenda) war eine deutsche Schriftstellerin. 
Thudichum lebte unter anderem in Berlin, München, Donauwörth und in Haag an der Amper. In den späten 1920er bis in die 1960er Jahre veröffentlichte sie mehr als 40 Bücher, zahlreiche Gedichte und Kurzgeschichten. Hauptsächlich schrieb sie Kinderbücher, aber auch Erzählungen für erwachsene Leser. Zudem war sie Herausgeberin einer Reihe von Sammelbänden.

## Bekannte Werke
- Vom Schweinchen, das sich waschen wollte
- Die wundersame Stiefelreise
- Krabbel der Maikäfer
- Mohrle, kommst Du?
- Platz für Zwei?
- Die Puppenreise nach Schweden. Illustrationen von Ingeborg Pietzsch. Lahr, Kaufmann, 1948.
- Komm her zu mir
- Aladdin und die Wunderlampe
- Der Drache vom Rosenstrauch

Viele Bücher wurden von ihrer Tochter Monika Spickhoff illustriert.

## Namensgebung
Zur Erinnerung an Marina Thudichum wurde die Grundschule in Haag an der Amper am 14. Mai 2004 in Marina-Thudichum-Schule umbenannt.